# Khatiguda
Khatiguda là một thị trấn thống kê (census town) của quận Nabarangapur thuộc bang Orissa, Ấn Độ.

## Nhân khẩu
Theo điều tra dân số năm 2001 của Ấn Độ, Khatiguda có dân số 6398 người. Phái nam chiếm 52% tổng số dân và phái nữ chiếm 48%. Khatiguda có tỷ lệ 70% biết đọc biết viết, cao hơn tỷ lệ trung bình toàn quốc là 59,5%: tỷ lệ cho phái nam là 78%, và tỷ lệ cho phái nữ là 61%. Tại Khatiguda, 12% dân số nhỏ hơn 6 tuổi.